# Кубок Станковича 2007
Кубок Станковича 2007 или Кубок континентальных чемпионов Станковича 2007 (англ. 2007 Stanković Continental Champions' Cup) — 3-й международный турнир по баскетболу, проходивший с 28 июля по 2 августа 2007 года в Гуанчжоу и Макао, КНР.

## Команды-участницы
- Новая Зеландия (Чемпион Океании)
- Ангола (Чемпион Африки)
- Китай (Чемпион Азии)
- Словения (Представитель Европы)
- США (Представитель — сборная Лиги развития НБА)
- Венесуэла (Представитель Чемпионата Америки)

## Результаты
28 июля 2007 —  Ангола —  Новая Зеландия 67:55
28 июля 2007 —  Китай —  Венесуэла 64:62
28 июля 2007 —  Словения —  США 94:86
29 июля 2007 —  Ангола —  Венесуэла 94:54
29 июля 2007 —  Словения —  Китай 80:76
29 июля 2007 —  США —  Новая Зеландия 87:84
31 июля 2007 —  Ангола —  Китай 68:63
31 июля 2007 —  Новая Зеландия —  Словения 74:72
31 июля 2007 —  США —  Венесуэла 89:80
1 августа 2007 —  Китай —  Новая Зеландия 93:63
1 августа 2007 —  Словения —  Венесуэла 88:68
1 августа 2007 —  США —  Ангола 85:72
2 августа 2007 —  Китай —  США 82:67
2 августа 2007 —  Новая Зеландия —  Венесуэла 76:73
2 августа 2007 —  Словения —  Ангола 78:51

## Итоговое положение
Final standings:
1. Словения (4-1)
2. Китай (3-2)
3. США (3-2)
4. Ангола (3-2)
5. Новая Зеландия (2-3)
6. Венесуэла (0-5)